# Красный Октябрь (Ковровский район)
Красный Октябрь — посёлок в составе Ивановского сельского поселения в Ковровском районе Владимирской области России.

## География
Расположен в 40 км к югу от Коврова, в 10 км от железнодорожной станции Эсино на линии Ковров — Муром.

## История
Известен с 1862 года как посёлок при Вознесенском хрустальном заводе. В конце XIX — начале XX века Вознесенский завод входил в состав Смолинской волости Судогодского уезда, с 1926 года в составе Клюшниковской волости Ковровского уезда. В 1905 году в посёлке числилось 60 дворов.
С 1929 года посёлок входил в состав Ковровского района, с 1945 года — посёлок городского типа, с 2005 года сельский населённый пункт в составе Ивановского сельского поселения.

## Население
| 1905  | 1923 | 1926 | 1959  | 1970  | 1979  | 1989  |
| ----- | ---- | ---- | ----- | ----- | ----- | ----- |
| 678   | ↗765 | ↗860 | ↗1532 | ↗1652 | ↘1585 | ↘1389 |
| 2002  | 2010 | 2021 |       |       |       |       |
| ↘1217 | ↘944 | ↘814 |       |       |       |       |

## Инфраструктура
В посёлке имеются Краснооктябрьская средняя общеобразовательная школа (открыта в 1985 году), дом культуры, отделение почтовой связи.

## Экономика
- ОАО «Красный Октябрь» (сосуды и бутылки стеклянные, стеклянные изделия медицинские) (закрыт в 2009 году)
- Хлебозавод Ковровского Райпотребсоюза